# エンゲルバーガー賞
エンゲルバーガー賞（Joseph F. Engelberger Robotics Award、Engelberger Robotics Award、Joseph F. Engelberger Award）は、「産業用ロボットの父」と呼ばれるジョセフ・F・エンゲルバーガー博士の名前を冠した賞で、ロボット分野最高の賞とも言われている。1977年から始まったこの賞は、1981年から技術・応用・教育の3部門に分かれ、1989年にリーダーシップが加わり、4部門制として運営されている。

## 主な受賞者
公式サイトのプレスリリースによる。
- 長谷川幸男 - 1977年
- 牧野洋 - 1985年、技術
- 稲葉清右衛門 - 1987年、技術
- 加藤一郎 - 1989年、技術
- 梅谷陽二 - 1991年、技術
- 金出武雄 - 1995年、技術
- ミオミール・ブコブラトビッチ - 1996年、教育
- 井上博允 - 1999年、技術
- 江尻正員 - 2005年、技術
- 広瀬茂男 - 2009年、技術
- ロドニー・ブルックス - 2014年、リーダーシップ
- ディーン・ケーメン - 2015年、リーダーシップ